# أليسا مارغوليس
أليسا مارغوليس (بالإنجليزية: Alisa Margolis)‏ هي رسامة أمريكية، ولدت في 1975 في كييف في أوكرانيا.